# Västmanland
För andra betydelser, se Västmanland (olika betydelser).
Västmanland är ett landskap i Svealands inland. Västmanland gränsar i söder till Mälaren, Hjälmaren, Södermanland och Närke, i väster till Värmland, i norr till Dalarna och Gästrikland samt i öster till Uppland.
Västmanland delas traditionellt in i Bergslagen och Mälardalen. Sedan gammalt gick gränsen mellan Bergslagen och Mälardalen vid den gamla järnvågen i Arboga.

## Namnet
Västmanland eller "västmännens land" har fått sitt namn i geografisk jämförelse med Uppland, som var en huvudbygd under järnåldern och där somliga även anser att uppsvearna utgick ifrån när man samlade Mälarbygderna under sin ledning, både för att indela landskapen i hund och senare hundraden, vilka var och en hade ansvar för ett visst antal krigare och skepp som ställdes under kungens ledning. Landskapet omnämns i Florenslängden från 1103, i sin latinska form "Guasmannia".

## Förhistoria
Landskapet har 20 000 kända fornlämningar. En övervägande del av fornlämningarna utgörs av gravar från yngre järnåldern och särskilt betydande är gravfältet Anundshögsområdet med högar som är lite äldre än skeppssättningar från vikingatiden, eller seklerna närmast före.  Båtgravsfälten vid Norsa i Köping och vid Tuna i Badelunda socken är från vendeltiden, 550–800. De cirka 45 kända fornborgarna i Västmanland är ibland monumentala och en av de största är fornborgen på Visberget i Munktorps socken.

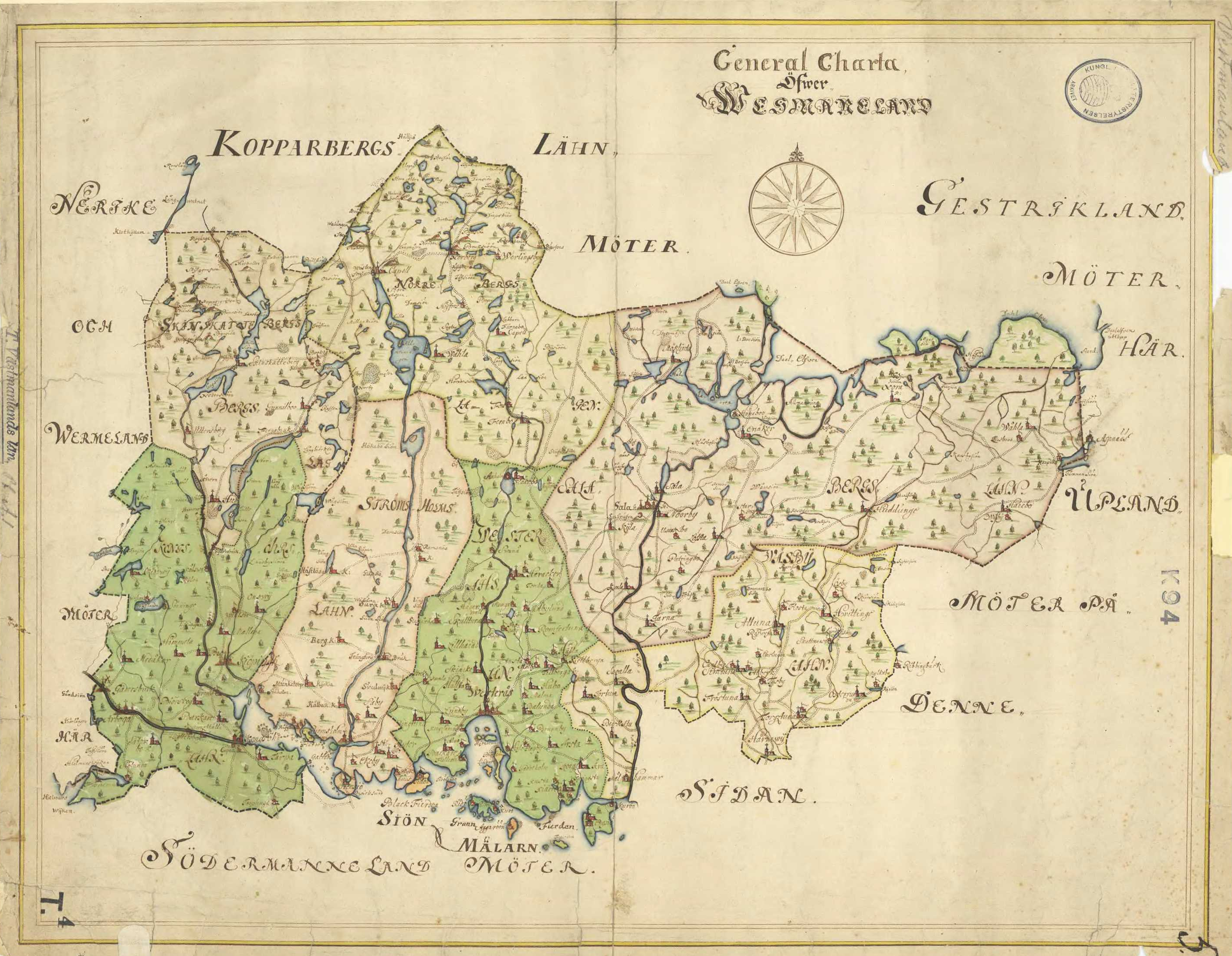
Karta över Västmanlands län från 1700-talet.

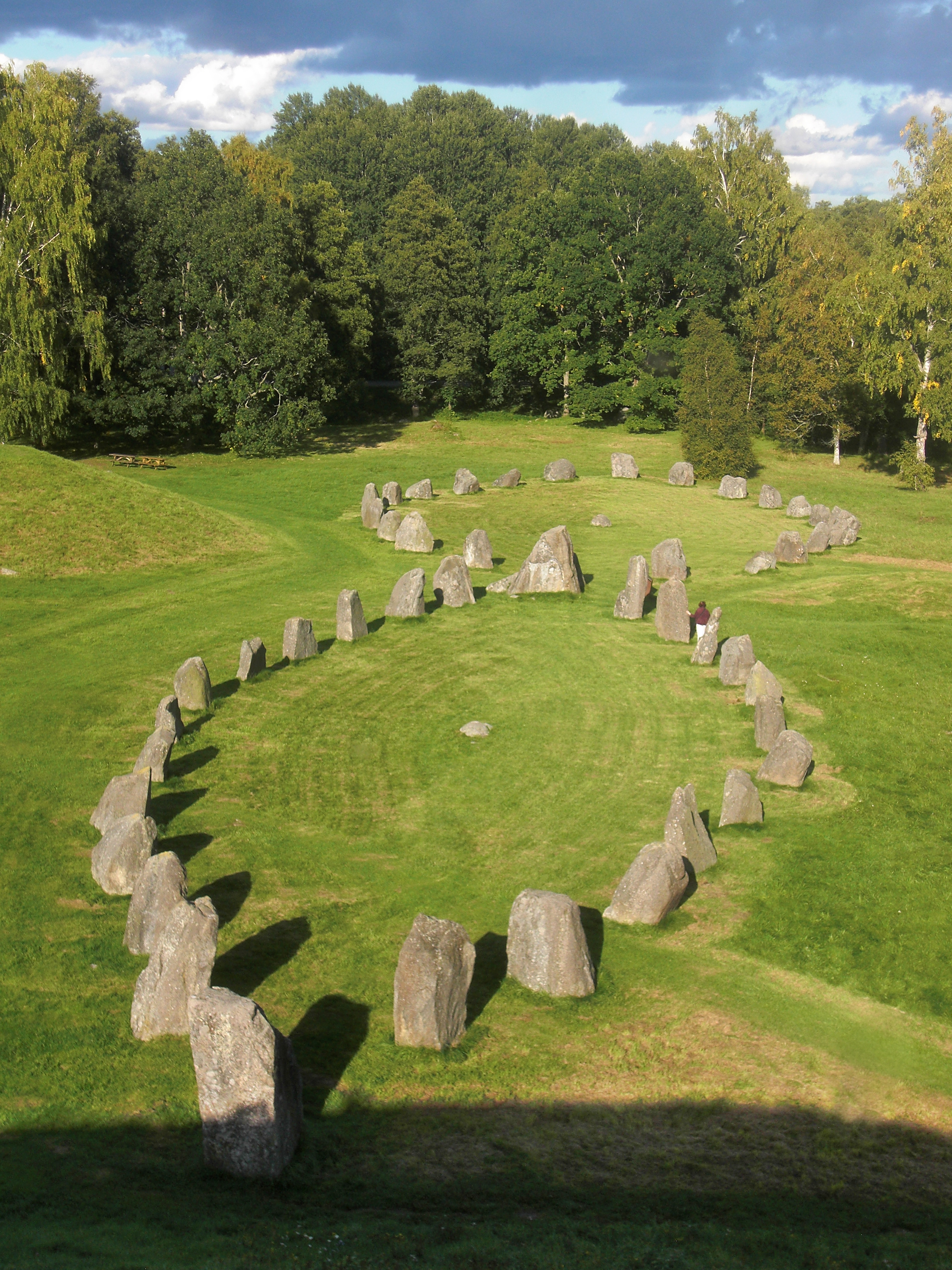
Skeppssättningar vid Anundshög.

Efter inlandsisens avsmältning blev Mälarlandskapen befolkade västerifrån, vilket finns belagt av flera arkeologiska fynd. Med bondenäringen införande runt 4000 f.Kr. ökar antalet fornminnen betydligt, och en nyhet var de importerade flintyxorna från Skåne eller Danmark. Alla de olika kulturerna från bondestenåldern (cirka 4000–1800 f.Kr.) finns företrädda i Västmanland, liksom fynd från bronsålderns olika perioder.
Västmanland har ett fynd från tidig litorinatid, ett hackliknande redskap av den typ som förekommer i Sandarnakulturen. De första invandrarna trodde man tidigare hade kommit från Vänerområdet över Närke så sent som 4000 f. Kr. Västmanlands stenålder präglas liksom Upplands av havets stora nivåförändringarna. Numera anser man att omkring 7500 f.Kr. började Mälardalen koloniseras, men de äldsta spåren från Västmanland är yngre. Den strandlinjen som gällde då landskapet koloniserades gick vid Västra Skedvi, Ramnäs och Västerfärnebo. Omkring 1400 stenredskap var kända under 1950-talet och av dessa var nära 500 lihultyxor och trindyxor, funna i Västmanland ovan en havsnivå av cirka 70 m ö. h. De yngre stenåldersfynden bland vilka främst märkas boplatser, är spridda över lägre nivåer, men endast undantagsvis nedanför 25 m ö. h. Fyndtätheten visar ett tidigt bebyggelsecentrum i Västerfärnebo, där nejden stack ut som en udde i dåtidens hav och norrut hörde ihop med det s. k. Krylboområdet. En del rika fyndplatser, med fynd av såväl Lihultsyxorna  som talrika trindyxor, måste betecknas som verkliga boplatsfynd  bland annat vid Lasjön. Under stenålderns senare skede sprider sig bebyggelsen över de från havet utvunna lerslätterna. Flintföremål förekomma mycket sparsamt i Krylboområdet, men flinta import är ganska talrikt från Västerfärnebo. Ett par boplatser med fynd framför allt av keramik föreligga  vid Fågelbacken  och Attersta i Sevalla socken. Västmanland saknar liksom de övriga Mälarlandskapen megalitgravar, men gravar under slätmark finnas.

### Bronsålder
Västmanland är relativt fattigt på bronsåldersfynd, endast ett 30-tal fynd, med cirka 50 föremål, är kända. Fynden kommer från lägre höjder än stenåldersfynden.  Från Kungsåra och Björksta socknar, vid gränsområdet mot Uppland, äro några hällristningar kända. Så skrev man i ett äldre upplagsverk men bilden av hällristningar i Västmanland har ändrats.

#### Hällristningar
Det' södra delarna har många hällristningar registrerade i socknarna Björksta, Tortuna, Köping, Munktorp, Bro-Malma, Badelunda Kolbäcks, Svedevi, Irsta och Kunsådra. Västmanland är rikt på hällristningar.
Hällristningen i Kungsådra beskrivs i Kringla som belägen på krönet och sluttningar av uppstickande häll med en brandskada på toppen. Hällrsistningens storlek 8 x 5 meter med två skeppsfigurer och en obestämbar figur, en ränna och 72 skålgropar och 10 fragmentariska ristningar. Ett av skeppen är 43 cm långt och av dubbellinjetyp med bemanningsstreck. Det är mycket vittrat och tunt hugget. Fragmenten är 8 - 13 cm långa och rännan är 7 cm lång och utgår från en skålgrop. Av skålgroparna är 66 runda 2 - 6 cm i diameter och 0,5 - 2 cm djupa, 2 är avlånga 8 - 10 cm långa, 4 - 6 cm breda och 1 - 1,5 cm djupa. 6 små skålgropar bildar ett radmönster.
Ett informationsinitiativ om bronsåldern kallas Björksta Bronsåldersbygd som vill informera om hällristningar i Lillåns dalgång i Björksta socken. På omkring 10 platser i Björksta finns informationsskyltar om hällristningarna i området.  Vid Björksta kyrka finns en informationscentral, som berättar om bronsåldern.
En ristning. belägen 40 meter nordväst om ett bostadshus på Vallen i Björksta socken, återger ett skepp med 18 inhuggna så kallade bemanningsstreck.Skeppet är hela 2 m långt. Nära muren runt om kyrkogården på norrsidan av Björksta kyrka finns en en ristad häll med trenne skepp och 25 skålgropar, och ytterligare en ristning som kan vara en vagn eller en fibula.
Vid Drppedal i Tortuna socken finns en av Sverigses störska skålgropslokaler med 1 300 skålgropar inhuggna med skepp och fotsulor.
Fynd av bronsålderns metallhantverk har hittats på ett par undersökta boplatser bland annat Brånsta i Romfartuna och i Vallby i Västerås i form av deglar och bronsgöt. 
I Häljesta utanför Munktorp i Köpings kommun finns länets största kända hällristingslokal. På hällarna som finns nästan 500 figurer, skepp, människo och djufigurer, fotsulor och 239 skålgropar. Hällristningarna uppfattas ofta som en avspegling av bronsålderns religion och  fruktbarhetsriter. I omgivningen finns spår av bronsåldern i form av gravar, skärvstenshögar, fossil åkermark,
Sagåns dalgång och Irsta socken öster om Västerås har områden med spår efter bronsåldern. Där finns kulturlandskap som påminner om hur de kan ha tett sig under bronsåldern, med bevarade odlingssystem  av fossil åkermark, ålderdomlig flora, bronsåldersgravar och hällristningar. Sagåns dalgång utgjorde under bronsåldern en vik med skyddade hamnlägen och bördiga marker. Troligen var det rik bronsåldersbygd med vida kontakter.

### Järnålder
Den förromerska järnåldern är svagt företrädd i landskapet. Från romersk järnålder märkas en skatt av denarer. Denna hittades i Hede Möklinta 1889. Då inlöstes 69 denarer till historiska museet för 50 kr.  Mynten daterades det äldsta från kejsar Nero 55 e. Kr-68 e. Kr och yngsta cirka 100 år framåt i tiden. Fyndet är den nordligaste skatten av denarer som hittats i Sverige. Totalt har cirka 11 000 denarer hittats i Sverige. Ett känt gravfynd är det åt Apollo Grannus helgade bronskärlet Detta förnämliga gravfynd gjordes i Fycklinge i Björksta socken. Till folkvandringstiden kan några av högarna i gravfältet med Anundshögen också höra men troligen inte skeppssättningarna på samma gravfält. Fältet innehäller fler mindre gravar och ligger vid Långby i Badelunda socken.  En annan storhög i Västmanland är Ströbo hög vid Köping.
Från den yngre järnåldern förekomma i Västmanland många fynd och fornminnen av typer, som är utmärkande för de övriga Mälarlandskapen,  talrika gravfält av vanlig uppsvensk typ med bygravfälten med högar och stensättningar. Fornborgarna är relativt många i Västmanland c:a 40, men runstenarna är i förhållande till Upplands och Södermanlands ganska få bara cirka 30 stycken. En vacker runsten har påträffats i Fläckebo. En silverskatt från 1000-talet kommer från Östjädra i Dingtuna socken. Labyrinter eller så kallade trojeborgar finns omkring ett halvt dussin varav några kända  i Kungs-Barkarö och Badelunda och ytterligare en omtalas från Möklinta.

## Historia
Sankt David av Munktorp var en engelsk munk som under början av 1000-talet sändes ut av Sankt Sigfrid i Småland för att kristna mälarlandskapen tillsammans med Sankt Eskil och Sankt Botvid. David byggde en kyrka i Munktorp i Västmanland och nämns även som den första biskopen av Västerås och kallas "Västmanlands apostel". Han sökte martyrdöden men dog fridfullt omkring 1082. Hans festdag är den 25 juni.  
Med den framväxande gruvnäringen under medeltiden växte bergslagen fram, som gav landskapet en central roll i Sveriges ekonomi.
Området ingick från senast mitten av 1300-talet i Västmanlands och Dalarnas lagsaga som fanns kvar till 1850.

## Indelningar

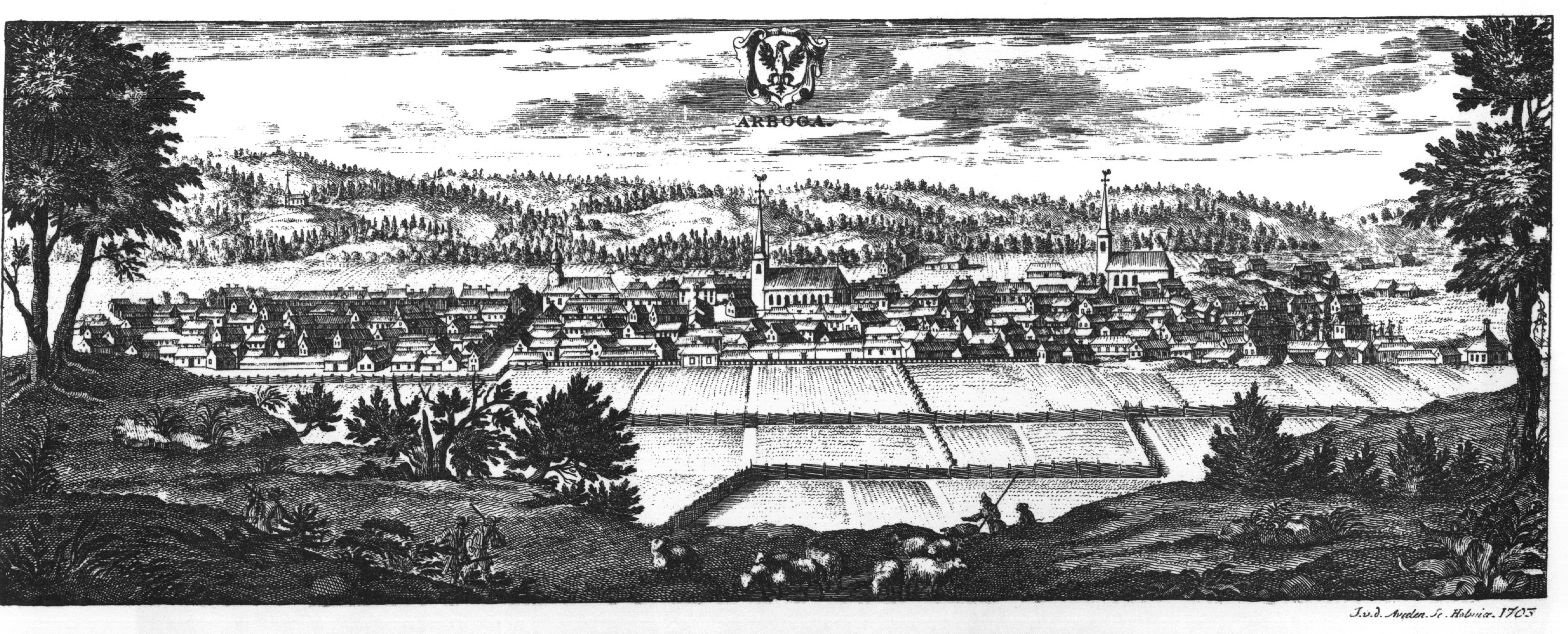
Arboga avbildat i Svecia Antiqua et Hodierna.

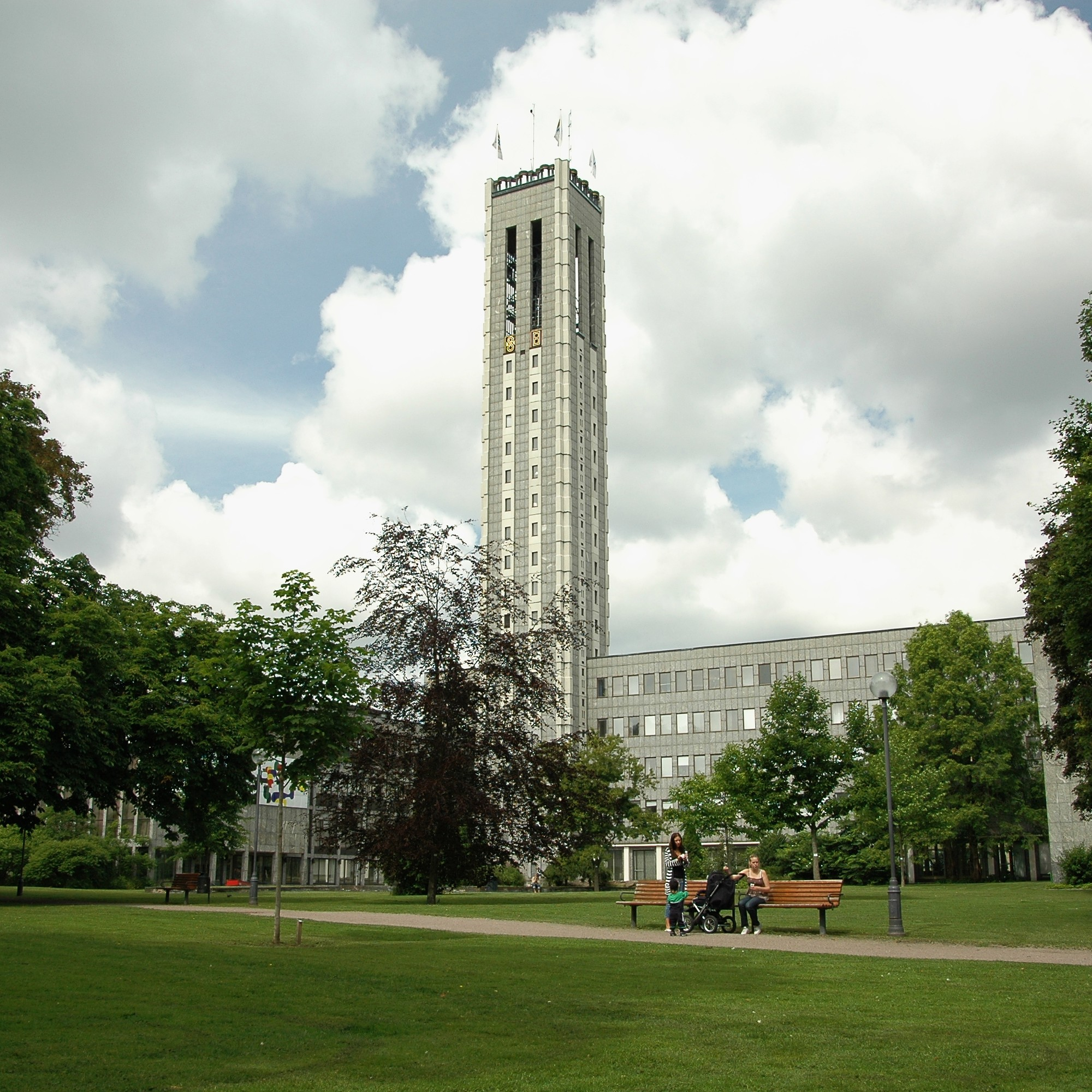
Västerås stadshus.

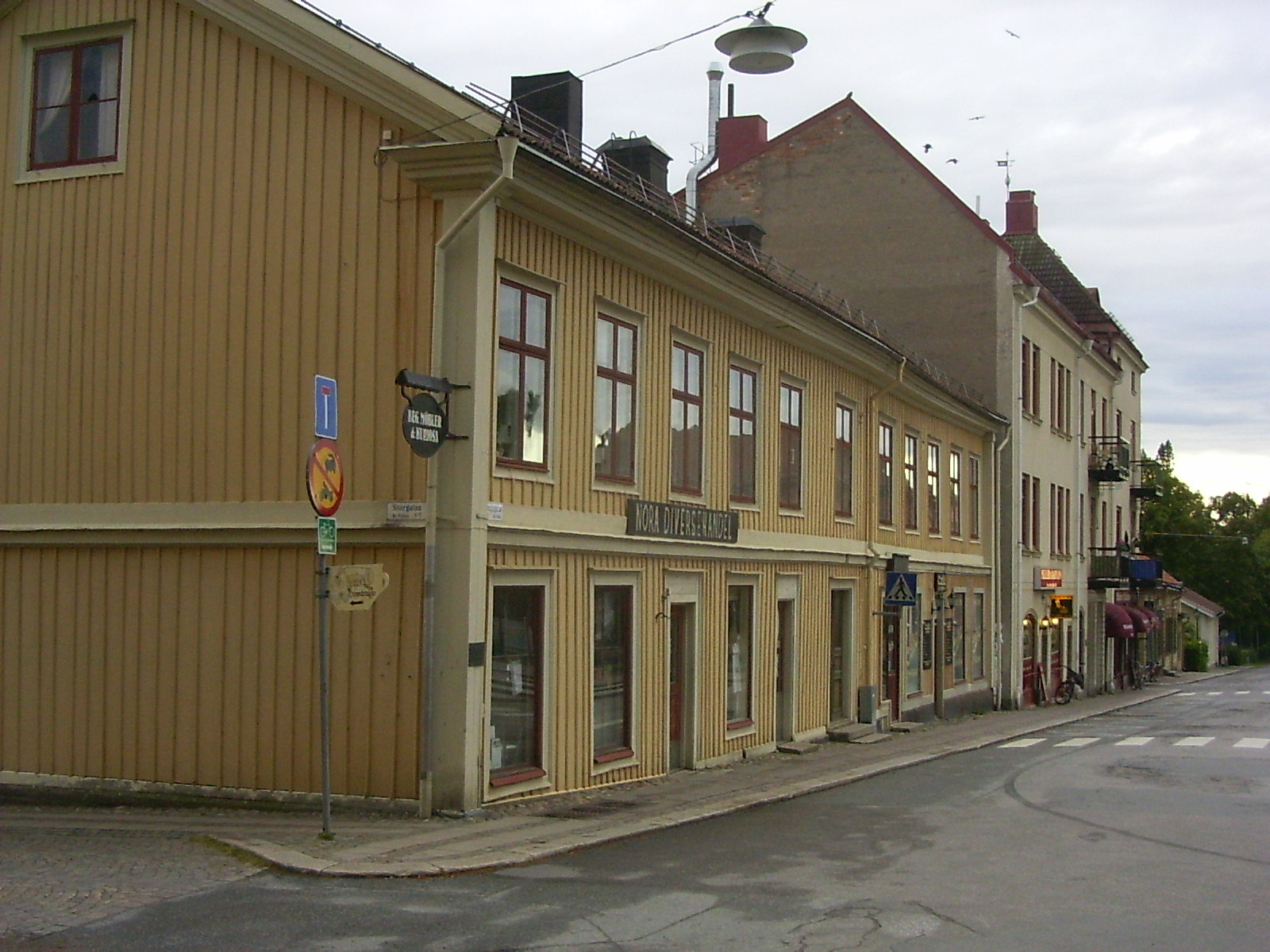
Gatubild från Nora.

### Indelningar före 1650-talet
Före länsreformen 1634 var landskapet delat i Västerås län, Arboga (Köpings) län, Väsby och Salbergs län (1533–1620) samt Strömsholms län (1569–1621). Noraskog, som tidigare tillhört Närke, kom från 1579 att höra till landskapet Västmanland. Inom landskapet fanns mellan 1641 och 1648 Järle län (Nora län).
Ända fram till slutet av 1800-talet kallades Västmanlands län ofta Västerås län.

### Trelandskapsmöte där fyra län möts
Landskapet når fram till trelandskapsmötet på Tjuvholmen i Dalälven, där även Gästrikland och Dalarna möts. Ön är uppdelad i fyra delar mellan kommunerna Avesta i Dalarnas län, Sandviken i Gävleborgs län, Heby i Uppsala län samt Sala i Västmanlands län. På grund av holmens unika läge har den därför kunnat betraktas som ett juridiskt ingenmansland. Ingen annanstans i Sverige möts fyra län på detta sätt.

#### Län
De centrala och östra delarna av landskapet ingår i Västmanlands län medan de västra ingår i Örebro län. En mindre del i nordväst tillhör Dalarnas län.

#### Härader och städer
I Örebro län
- Grythytte och Hällefors bergslag
- Nora och Hjulsjö bergslag
- Fellingsbro härad
- Lindes och Ramsbergs bergslag
- Nya Kopparbergs bergslag

I Västmanlands län
- Gamla Norbergs bergslag
- Norrbo härad
- Siende härad
- Skinnskattebergs bergslag
- Snevringe härad
- Torstuna härad
- Tuhundra härad
- Vagnsbro härad
- Våla härad
- Yttertjurbo härad
- Åkerbo härad
- Övertjurbo härad

I Västmanland fanns sedan före 1650 sex städer med egen jurisdiktion: Västerås stad, Arboga stad, Köpings stad, Sala stad, Lindesbergs stad och Nora stad. 1944 bildades Fagersta stad, dock utan att få egen jurisdiktion. Den egna jurisdiktionen, i form av en rådhusrätt, drogs in i Arboga år 1939, i Lindesberg 1948, Nora 1950 samt Köping 1959. Västerås rådhusrätt kvarstod fram till tingsrättsreformen 1971.

#### Socknar, fögderier, domsagor, tingslag och tingsrätter
Se respektive härad.

#### Kommuner 1952-1971
Följande kommuner ingick i landskapet:

I Örebro län:

Städer :
| - Lindesbergs stad | - Nora stad |

Köpingar :
| - Frövi köping - Hällefors köping | - Kopparbergs köping |

Landskommuner :
| - Fellingsbro landskommun - Grythyttans landskommun - Linde landskommun - Ljusnarsbergs landskommun | - Noraskogs landskommun - Näsby landskommun - Ramsbergs landskommun |

I Västmanlands län:

Städer (5 st):
| - Arboga stad - Fagersta stad - Köpings stad | - Sala stad - Västerås stad |

Köpingar (2 st):
| - Hallstahammars köping |

Landskommuner (21 st):
| - Dingtuna landskommun - Fjärdhundra landskommun - Kolbäcks landskommun - Kolsva landskommun - Kung Karls landskommun (del av) - Kungsåra landskommun - Medåkers landskommun - Munktorps landskommun - Möklinta landskommun - Nora landskommun - Norbergs landskommun (blev Norbergs köping samma år) | - Ramnäs landskommun - Skinnskattebergs landskommun - Skultuna landskommun - Sura landskommun - Tillberga landskommun - Tärna landskommun - Vittinge landskommun - Västerfärnebo landskommun - Västerlövsta landskommun - Östervåla landskommun |

#### Kommuner från 1971
- Arboga kommun
- Fagersta kommun
- Hallstahammars kommun
- Hällefors kommun
- Kungsörs kommun
- Köpings kommun
- Lindesbergs kommun
- Ljusnarsbergs kommun
- Nora kommun
- Norbergs kommun
- Sala kommun
- Skinnskattebergs kommun
- Surahammars kommun
- Västerås kommun

## Geografi

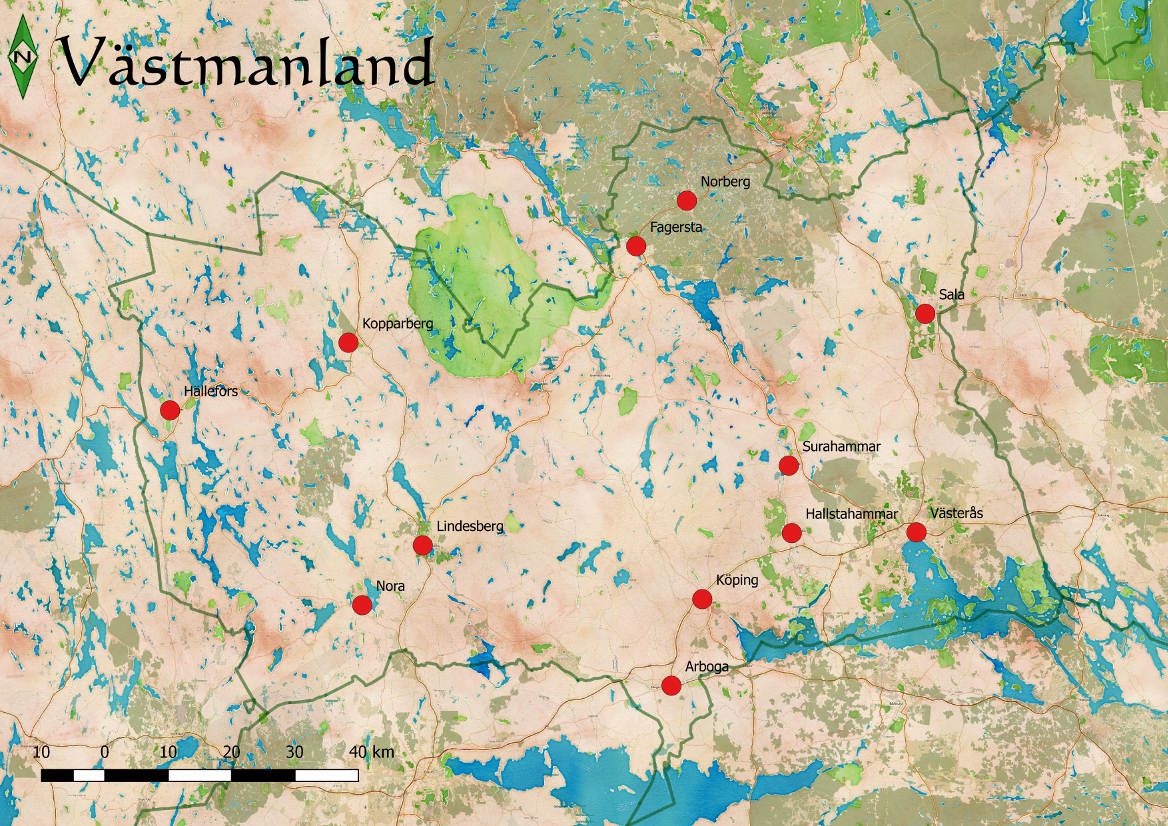
Karta över Västmanland med de större orterna markerade.

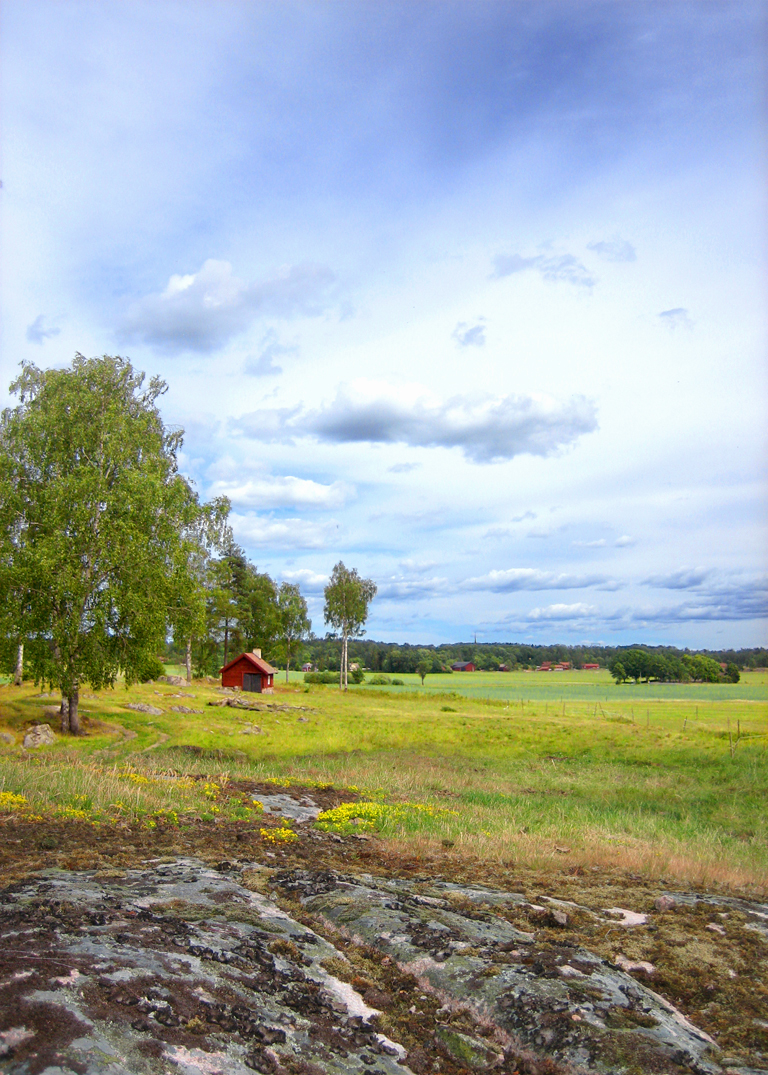
Vy från Himmeta socken i södra delen av Västmanland.

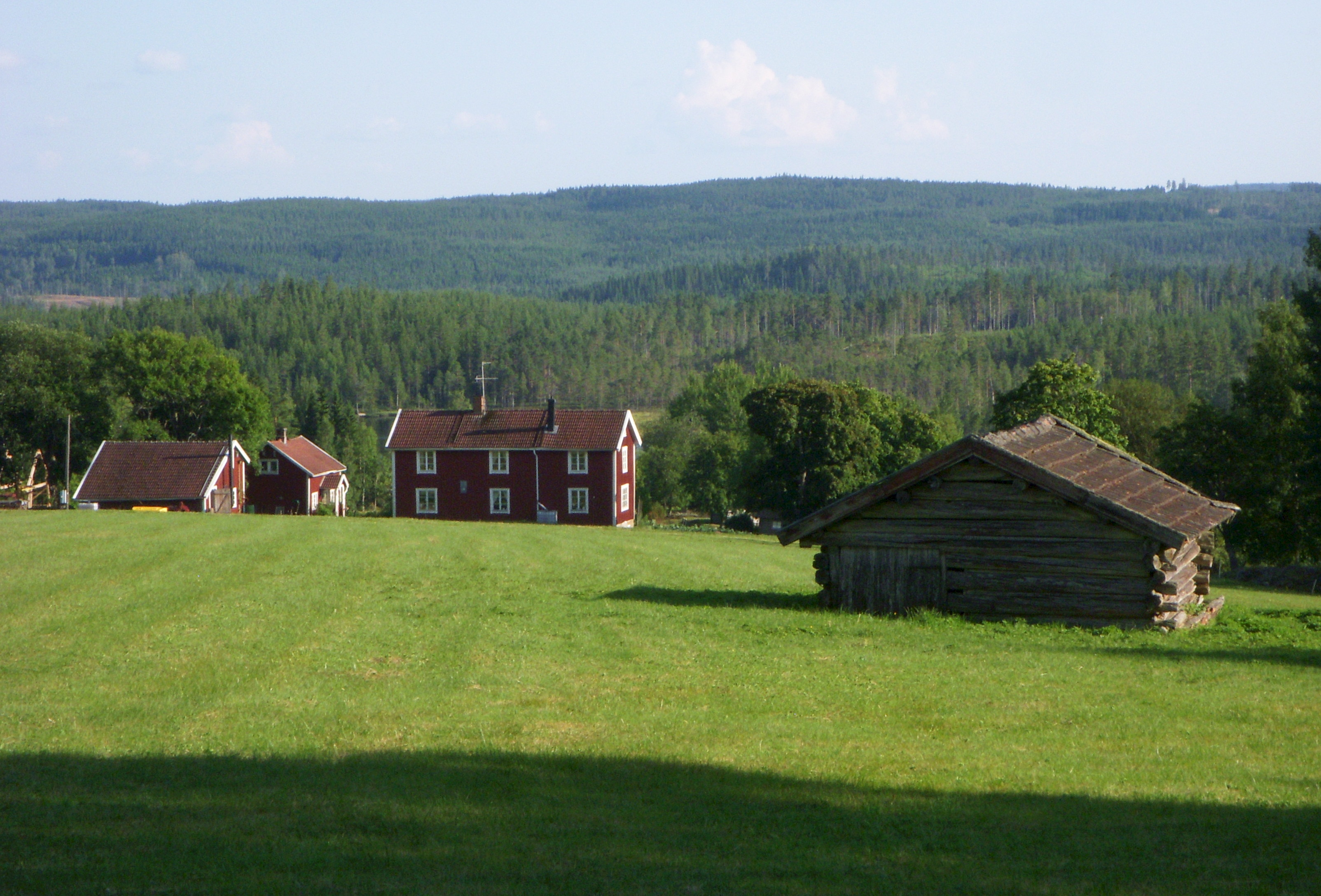
Finngården Rikkenstorp i landskapets nordvästra del.

### Geologi
Berggrunden i Västmanland består av urberg, som i huvudsak tillhör den mellansvenska leptitformationen. Den har sitt huvudområde i landskapets västra delar och består av en undre dela av eruptiva bergarter med inslag av kalkstenar och järnmalmer. En övre del består av sedimentära gråvackor och lerskiffrar. Leptitformationens bergarter har deformerats kraftigt i samband med den svekofenniska orogenesen, då även en stor granitmassa trängde upp, så kallade urgraniter. Dessa har sedermera till stor del förskiffrats och omvandlats till gnejser. I ett sent stadium av orogensen trängde yngre graniter samt pegmatiter upp. I den nordvästra delen som utgör en del av Bergslagen, fanns områden med järnmalmsbrytning i bland annat Norberg, Riddarhyttan, Striberg, Stripa, Stråssa, Persberg och Dalkarlsberg. I leptitformationen finns sulfidmalmer med ädla metaller och kalksten till exempel vid Sala. 
Mineralet kvarts bildar ränderna i den kvartsbandade blodstensmalmen som är Västmanlands landskapssten.

### Terräng
Terrängen höjer sig från Mälaren, som i sydöst har låg, djupt sönderskuren kust, där ett bördigt slättland breder ut sig. Det utgör en del av den Mellansvenska sänkan och täcks till största delen av leror och andra havsavlagringar. Från norr till söder löper rullstensåsar, bland annat Badelundaåsen och Strömsholmsåsen. Mot nordväst höjer sig landet sakta, och samtidigt avtar jordbruksbygden, som här delas upp av skogshöjder och sjöar i mer isolerade områden. Nordvästra Västmanland tillhör norrlandsterrängens storkuperade, skogrika moränlandskap, där dock slättlandet gör djupa inbrytningar längs de större vattendragen. Området, som är mycket sjörikt, når i Fjällberget (ett berg som delas av gränsen till Dalarna) en högsta höjd av 466 meter över havet. Västligaste delen avvattnas av Svartälven till Vänern, resten av bland annat Arbogaån, Hedströmmen, Kolbäcksån, Svartån och Sagån till Mälaren. Nedre Kolbäcksån ingår i Strömsholms kanal. Sagån utgör gräns till Uppland.

### Större orter i Västmanland
| - Arboga - Fagersta - Kolbäck - Hallstahammar - Hällefors - Kopparberg - Köping - Lindesberg | - Nora - Norberg - Ramnäs - Sala - Skinnskatteberg - Skultuna - Surahammar - Virsbo - Västerås |

### Större sjöar i Västmanland[14]
| - Mälaren, 1 200 km² (Delvis i Uppland och Södermanland) - Hjälmaren, 496 km² (Delvis i Södermanland och Närke) - Åmänningen, 24,8 km² - Torrvarpen, 23,3 km² - Grecken, 21,6 km² - Väringen, 19,1 km² (Delvis i Närke) - Halvarsnoren, 17,2 km² - Sör-Älgen, 15,8 km² - Norr-Älgen, 15,6 km² | - Råsvalen, 12,4 km² - Norra Hörken, 11,7 km² - Fåsjön, 11,0 km² - Ljusnaren, 10,3 km² - Vikern, 10,2 km² - Södra Hörken, 8,5 km² (Delvis i Dalarna) - Skedvisjön, 7,9 km² - Långsvan, 7,4 km² |

## Natur

### Klimat
Limes Norrlandicus skär genom Västmanland och delar upp landskapet i den biologiska norrlandsgränsen. Odlingszonerna varierar från zon II lokalt kring Mälaren upp till den nordvästra delen och klimatzon V. 
Rekord:
Den högsta temperatur som uppmätts i landskapet är 36 °C, dels den 9 juli 1933 i Västerås, senast den 6 augusti 1975 i Sala. Västmanlands köldrekord sattes under natten den 24 januari 1875, då Nora och Västerås avläste -36,5° kallt.

### Växtliv
Norrlandsterrängen i Bergslagen domineras av barrskogar. Näst björk är nordlig gråal det viktigaste lövträdet. Bland andra nordliga element kan nämnas fjällummer, som i Västmanland har sin sydligaste svenska förekomst. Ek, som i stort sett sammanfaller med Limes Norrlandicus, förekommer mer allmänt i sydöst. Bland arter som har sina nordligaste svenska förekomster i Västmanland märks rödsyssla, som växer på urkalksten i Norberg, och mistel, som är landskapsblomma och förekommer i lundar och parker vid Mälaren.

### Djurliv
I de norra delarna av landskapet har faunan norrländsk prägel. Järpen är till exempel ganska allmän, och dalripa kan förekomma, fast sparsamt, sparv- och pärluggla är utbredda och i klarvattensjöarna häckar knipa och smålom. I mälartrakten lever mer sydliga arter som igelkott, brun kärrhök, sothöna, rördrom och skäggdopping. Rådjuret, som är landskapsdjur, är allmänt, i synnerhet i mälarbygden. I trakterna mellan Lindesberg och Nora i nordvästra Västmanland, kan man fortfarande stöta på Asknätfjärilen, som i Sverige försvunnit från övriga lokaler. Asknätfjärilen är Västmanlands landskapsinsekt.
Älg förekommer i hela länet medan kron- och dovhjort har störst utbredning i de södra delarna. Från söder har även vildsvinet kommit och har nu etablerat sig i större delen av länet. Varg och lo har funnits i skogsregionerna närmast dalagränsen sen gammalt men särskilt vargreviren har flyttats allt längre söderut. Björn kan i enstaka fall röra sig långt söderut men endast ett fåtal björniden är kända i de nordligaste delarna av länet.

## Folkkulturen
Carl Wilhelm von Sydow menade 1937 att Västmanland knappast har någon självständig prägel kulturellt "Kustlandet ansluter sig nära till de övriga Mälarlandskapen, medan de n. delarna närmast ansluta sig till Dalarne." Bergslagen hade medfört "egendomligheter" i husinredningen som gjutjärnskaminer i stället för öppna spisar och höga järnskorstenar. Även sägendiktningen dominerades av gruvrået och skogsrået. De glesast bebodda delarna i landskapet var skogsbygderna i nordväst.
Folkkulturen har präglats av mötet mellan sydliga och nordliga inflytanden, men också av näringslivstyperna: bergslags-, bruks- och jordbruksbygd. Bergsmannakulturen medförde ett tidigt accepterande av borgerliga, urbana kulturelement, men också kontakter med kontinental tradition i fråga om till exempel festseder. Nordliga drag möter i slutna gårdsfyrkanter av samma typ som i Dalarna, medan särskilt i öster den centralsvenska gårdsformen med portlider mellan manhus och fägård slagit igenom. Folktro och folkdikt är väldokumenterade och uppvisar många drag som förknippar dem med nordsvensk tradition, till exempel rikedom på motiv om föreställningar kring skogsrået. 
För utforskning av och skydd åt växt-, djur- och kulturminnen verkar den 1861 av Dybeck stiftade Västmanlands fornminnesförening, med museum i Västerås slott och Vallby friluftsmuseum.